# Конституция Нью-Гэмпшира (1776)
Конституция Нью-Гэмпшира 1776 года — первая конституция штата Нью-Гэмпшир, принятая Пятым провинциальным конгрессом Нью-Гэмпшира 5 января 1776 года, которая стала первой из всех конституций американских штатов (и первой из конституций 1776 года). Она объявила о независимости провинции, хотя и не называла её штатом. Конституция была составлена после того, как королевский губернатор Джон Уэнтворт сбежал в Бостон и провинция осталась вообще без всякой гражданской власти. Конституция 1776 году объявляла, что Нью-Гэмпшир будет управляться не волей короля или указами парламента, а волей его граждан, высказанной на свободных выборах. Конституция была краткой, размером в два с половиной листа, что, весьма вероятно, повлияло на последующие конституции штатов и на конституцию США 1789 года. Конституция не предполагала баланса властей и давала явные преимущества законодательной власти.
Конституция оговаривала новые принципы управления провинцией, и действовала до конца Войны за независимость, после чего была принята Конституция 1784 года.